# أرتور سارنات
أرتور سارنات (بالبولندية: Artur Sarnat) (20 سبتمبر 1970 - 17 نوفمبر 2024)، هو لاعب كرة قدم بولندي في مركز حراسة المرمى، ولد في 20 سبتمبر 1970 في كراكوف في بولندا. لعب مع بولونيا وارسو وفيسوا كراكوف وكورونا كييلتسى ونادي كراكوفيا الرياضي.

## وصلات خارجية
- أرتور سارنات على موقع اتحاد تركيا (لاعب) (الإنجليزية)
- أرتور سارنات على موقع قاعدة بيانات كرة القدم.إي يو (الإنجليزية)